# Мода језик
Мода језик је језик из породице нило-сахарских језика, грана бонго-багирми. Њиме се служи око 600 становика из вилајета Западна Екваторија и Ел Вахда у Јужном Судану.